# Чотири кути

Чотири кути на мапі США (червона зона)

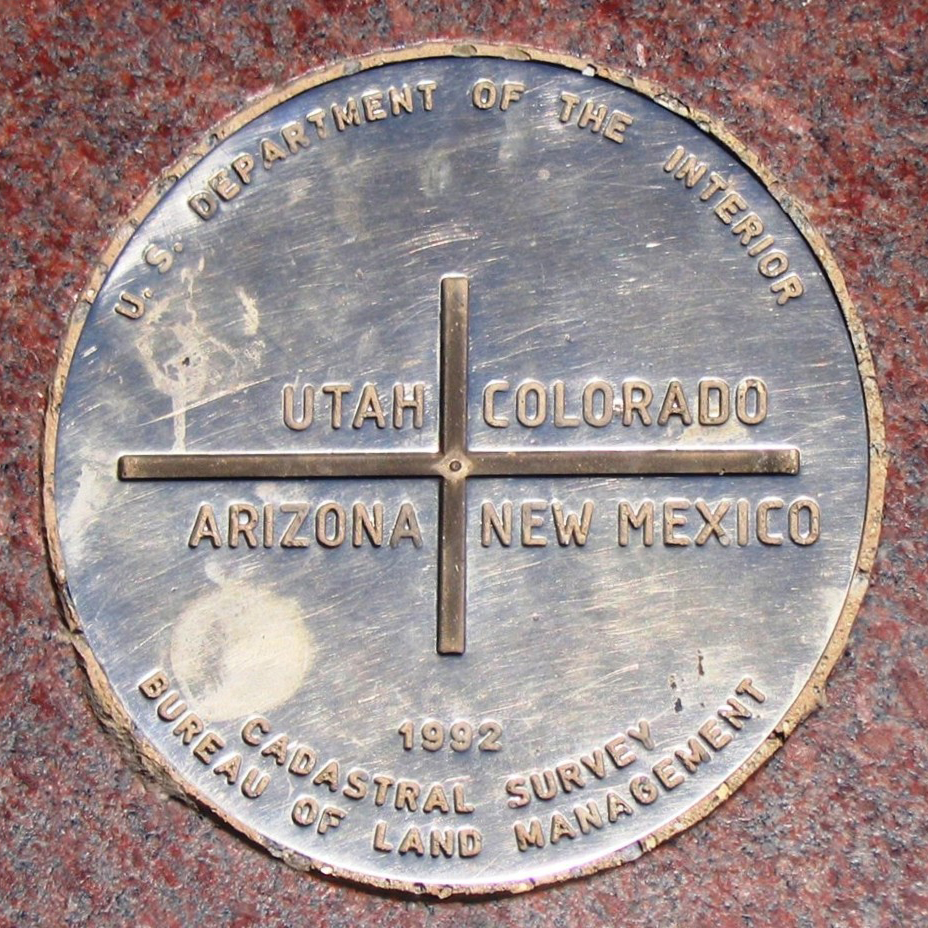
Монумент Чотирьох кутів

Чотири кути (англ. Four Corners) — частина США, утворена територією південного заходу штату Колорадо, північним заходом Нью-Мексико, північним сходом Аризони та південним сходом Юти.
Назва пов'язана з Монументом Чотирьох кутів, що розташований на перетині кордонів чотирьох штатів (єдиний подібний перетин кордонів у США). Більшість населення Чотирьох кутів становлять напівавтономні індіанські народи. Кордони двох резервацій — навахо і уте — пролягають біля Монументу. Економічна столиця регіону — місто Фармингтон в штаті Нью-Мексико.